# Front Popular (França)

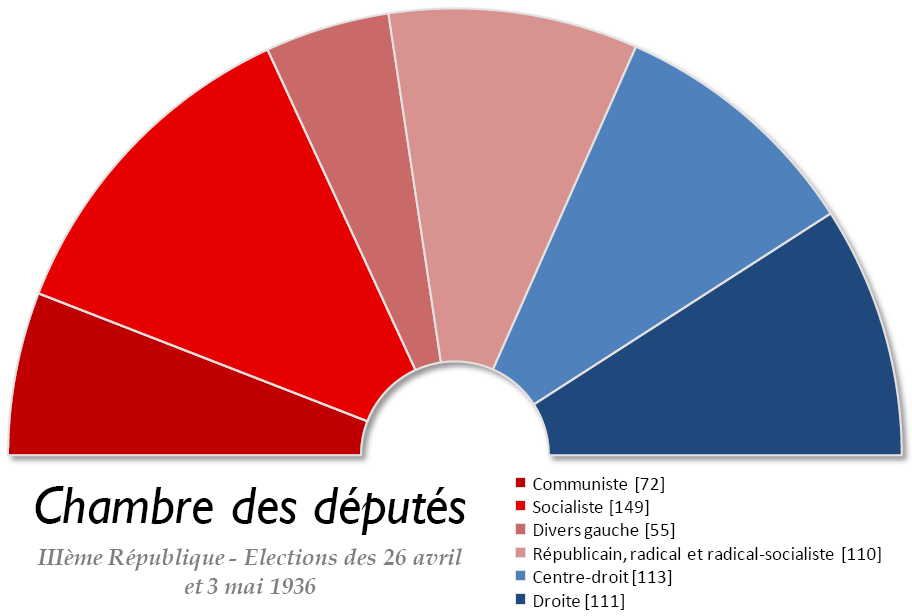
Composició de la Cambra de Diputats a França resultat de les eleccions legislatives de 1936 (en francès)

El Front Popular de França (en francès, Front populaire) va ser una coalició de partits polítics d'esquerra formada el 1935, i que va governar entre 1936 i 1938.
Estava format per la Secció Francesa de la Internacional Obrera (SFIO, socialistes), el Partit Radical i el Partit Comunista Francès, que va donar suport a la coalició però no va entrar a formar part del govern. S'hi van afegir moviments formats per intel·lectuals, com la Lliga dels Drets de l'Home, el Moviment contra la Guerra i el Feixisme i el Comitè de Vigilància dels Intel·lectuals Antifeixistes.
El cap de govern del Front Popular va ser Léon Blum, capdavanter de la SFIO. Va ser el primer govern a tenir dones, 3 en total, mentre encara no tenien el dret a votar.
Sota aquest govern van ser signats els “Acords de Matignon”, on es reconeixia el dret sindical, i es van augmentar els sous en una mitjana d'un 12%. Poc després, una llei va instaurar les primeres vacances pagades de 15 dies, mentre altra va establir en 40 hores la durada de la setmana de treball legal (abans era de 48 hores setmanals).